# شورش ۱۶۸۲ مسکو
شورش ۱۶۸۲ مسکو که با نام شورش استرلتسی (به روسی: Стрелецкий бунт) نیز شناخته می‌شود، یک قیام هنگ‌های استرلتسی به سال ۱۶۸۲ میلادی در مسکو بود که منجر به انتقال حاکمیت از خاندان ناریشکین به رهبری ناتالیا ناریشکینا به خاندان میلوسلاوسکی تحت رهبری سوفیا آلکسیونا شد. در پس این قیام، رقابت میان بستگان این دو خاندان که هر دو ملکه‌هایی برای تزار الکسی یکم داشتند، برای تسلط بر اداره روسیه تزاری نهفته بود.

## پیش‌زمینه
در ۲۷ آوریل ۱۶۸۲ تزار فیودور سوم بدون اینکه وارثی از خود به جای بگذارد، درگذشت. قاعده بر آن بود که تاج و تخت به ایوان ۱۵ ساله، بزرگ‌ترین پسر باقی‌مانده الکسی یکم برسد. ایوان برادر تنی فیودور از همسر اول تزار الکسی، تزارینا ماریا میلوسلاوسکایا بود که تا پیش از مرگش رهبری خاندان میلوسلاوسکی را نیز بر عهده داشت. در مقابل آنها، خاندان ناریشکین‌ها تحت رهبری ناتالیا ناریشکینا دومین همسر تزار الکسی قرار داشتند که از تزارویچ خود یعنی پیتر ۹ ساله حمایت می‌کردند. پس از مرگ بی‌وارث فئودور سوم، مبارزه بین دو خانواده سلطنتی به اوج خود رسید.

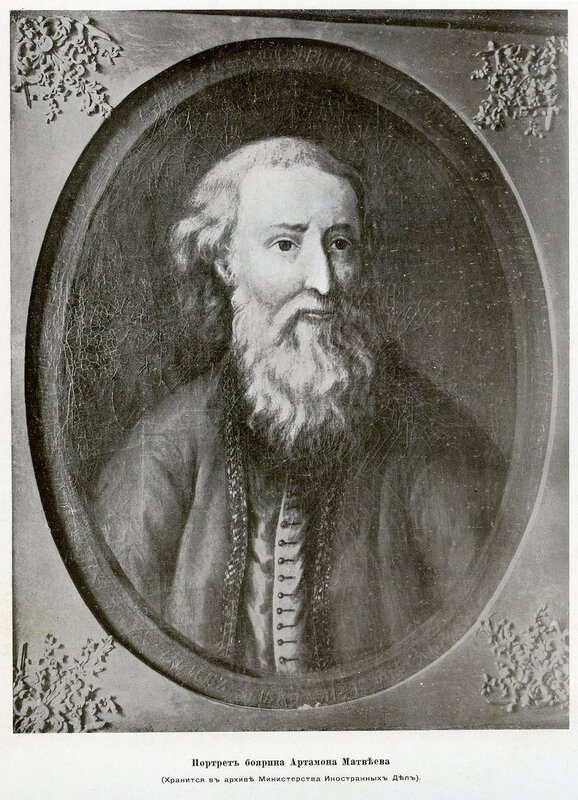
یک پرتره از آرتامون ماتویف رهبر خاندان ناریشکین در دهه ۱۶۷۰م

بقا و در قدرت ماندنِ هر کدام از این خاندان‌ها بستگی به این داشت که کدام تزارویچ بر تخت می‌نشیند. تصمیم نهایی در این مورد به دومای بویار واگذار شد. برای اکثر بویار‌ها که آینده آنها به خشنودی یا عدم خوشنودی تزار بستگی داشت، حدس زدن اینکه کدام یک از مدعیان برنده می‌شود تا از قبل طرف او را بگیرند، بسیار مهم بود. ایوان پسر ماریا مانند تمام دیگر برادرانش از دوران کودکی بسیار بیمار بود؛ بنابراین احتمال درگذشت زودهنگام او و تزار شدن پتر وجود داشت. در این وضعیت، اکثریت دومای بویار و پاتریارک یواخیم، پاتریارک کلیسای ارتدکس روسی، به نفع پیتر امیدبخش رأی دادند و در ۲۷ آوریل ۱۶۸۲، همان روز مرگ فئودور سوم، پیتر تزار روسیه اعلام شد.

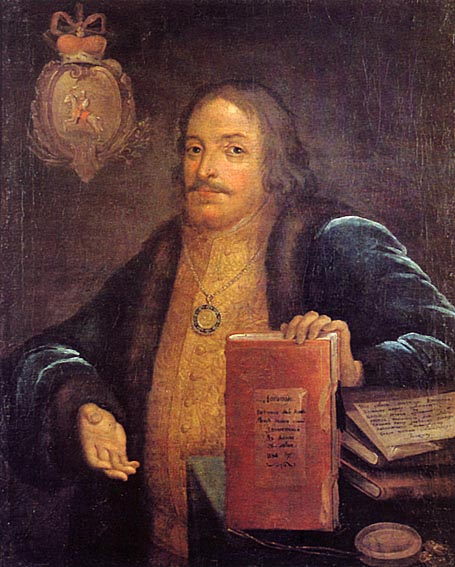
یک پرتره از واسیلی گلیتسین در حدود ۱۷۱۴م

مطابق دیدگاه سنتی، برای میلوسلاوسکی‌ها این چرخش وقایع به معنای از دست دادن تمام چشم‌اندازهای قدرت و پیروزی خاندان رقیب بود. سوفیا آلکسیونا، تزارونا ۲۵ ساله باهوش و پرانرژی که خواهر تنی ایوان بود، تصمیم گرفت رهبری خاندان میلوسلاوسکی را به عهده گرفته و از نارضایتی استرلتسی‌ها و با تکیه بر خاندان میلوسلاوسکی و تعدادی از بویارها از جمله واسیلی گلیتسین و ایوان خووانسکی، برای تغییر وضعیت پیش آمده سوءاستفاده کند. با این حال، تاریخ‌نگاری مدرن استدلال می‌کند که تقلیل این رویارویی میان قدرت‌های گسترده دربار به درگیری بین میلوسلاوسکی‌ها و ناریشکین‌ها یک ساده‌انگاری بزرگ است. نقش اصلی در این شورش را افرادی ایفا کردند که به وضوح به هیچ یک از دو خاندان تعلق نداشتند.
نارضایتی طولانی مدت هنگ‌های استرلتسی در زمان سلطنت فیودور سوم ایجاد شده بود. پس از ایجاد نخستین هنگ‌های نظام جدید، نگرش نسبت به استرلتسی‌ها در زمینه قدرت شروع به تغییر کرد. از آن زمان، آنها کمتر به عنوان «واحدهای نظامی نخبه» و بیشتر به عنوان نوعی «پلیس شهری» دیده می‌شدند. خزانه مملکت خالی بود و حقوق استرلتسی‌ها به‌طور نامنظم و با تأخیرهای طولانی پرداخت می‌شد. علاوه بر این، فرماندهان ارشد سپاه استرلتسی اغلب از موقعیت خود سوءاستفاده می‌کردند و بخشی از حقوق استرلتسی‌ها را به نفع خود غصب می‌کردند و آنان را مجبور می‌کردند تا کارهای خانه را در املاک‌شان انجام دهند.

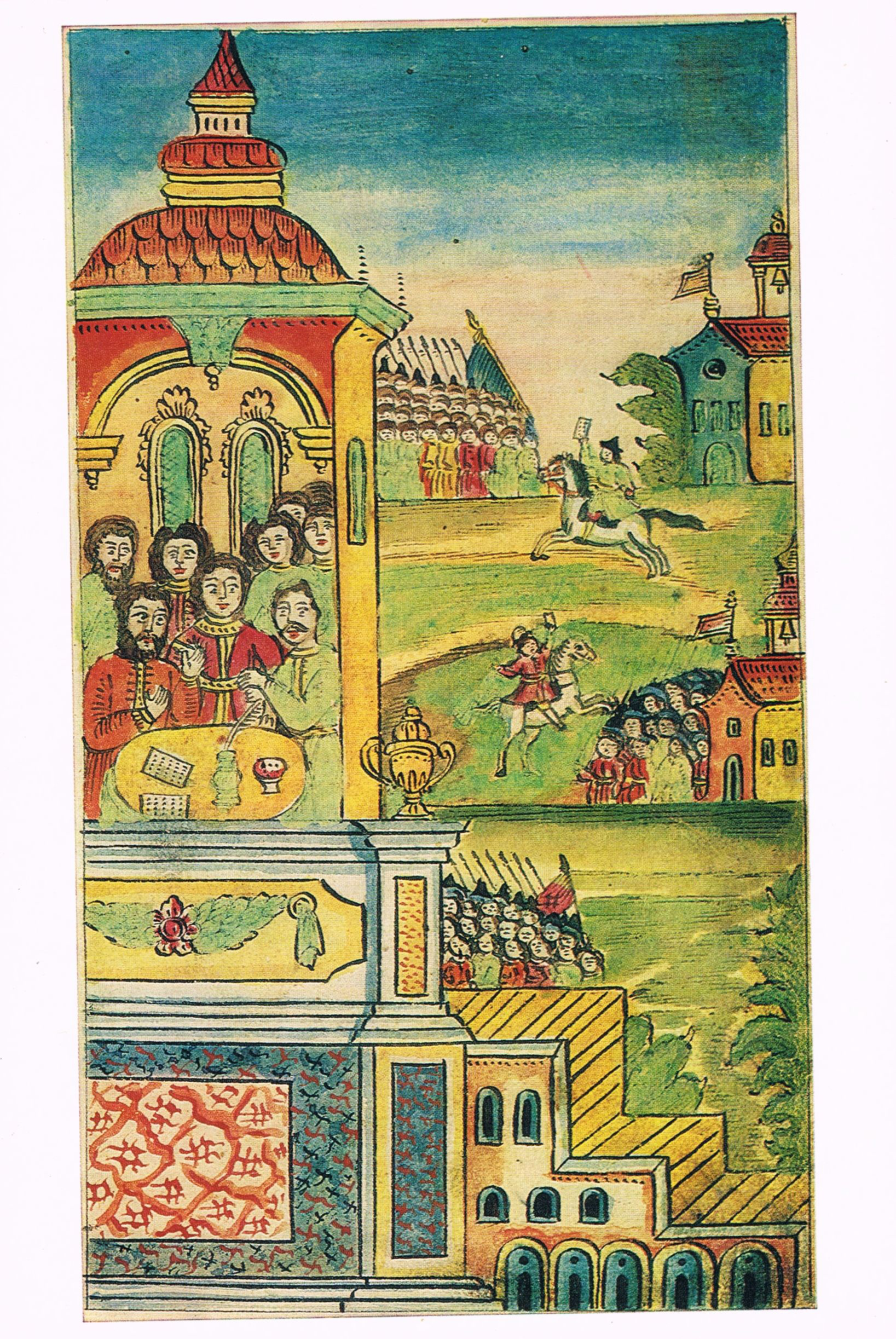
یک نگاره روسی که وقایع یک روز پیش از شورش استرلتسی در سال ۱۶۸۲ را نشان می‌دهد. در داخل قلعه، ایوان میلوسلاوسکی، ایوان خووانسکی و دیگر توطئه‌گران، در حال نوشتن نامه‌ها و درخواست‌هایی برای هنگ‌های استرلتسی علیه ناریشکین‌ها هستند و در بیرون پیام‌رسان‌ها آنها را به استرلتسی‌ها تحویل می‌دهند.

در چنین شرایطی، فرستادگان میلوسلاوسکی‌ها شروع به برانگیختن نارضایتی در بین استرلتسی‌ها و نیز پخش شایعاتی در بین آنها کردند که با روی کار آمدن ناریشکین‌ها ظلم و محرومیت بیشتری در انتظار آنها خواهد بود. نافرمانی از مافوق در میان استرلتسی‌ها بیشتر شد و چندین فرمانده استرلتسی که سعی در بازگرداندن نظم و انضباط داشتند توسط سربازان از بالای یک برج ناقوس به زمین پرتاب شدند. در ۱۵ مه، یک بویار نزدیک به میلوسلاوسکی‌ها و برادرزاده‌اش پیتر آندریوویچ تولستوی وارد شهرک‌های استرلتسی‌ها شدند و آنها را برای خدمت به کرملین مسکو فراخواندند و فریاد زدند که ناریشکین‌ها تزاروویچ ایوان را خفه کرده‌اند.

## شورش

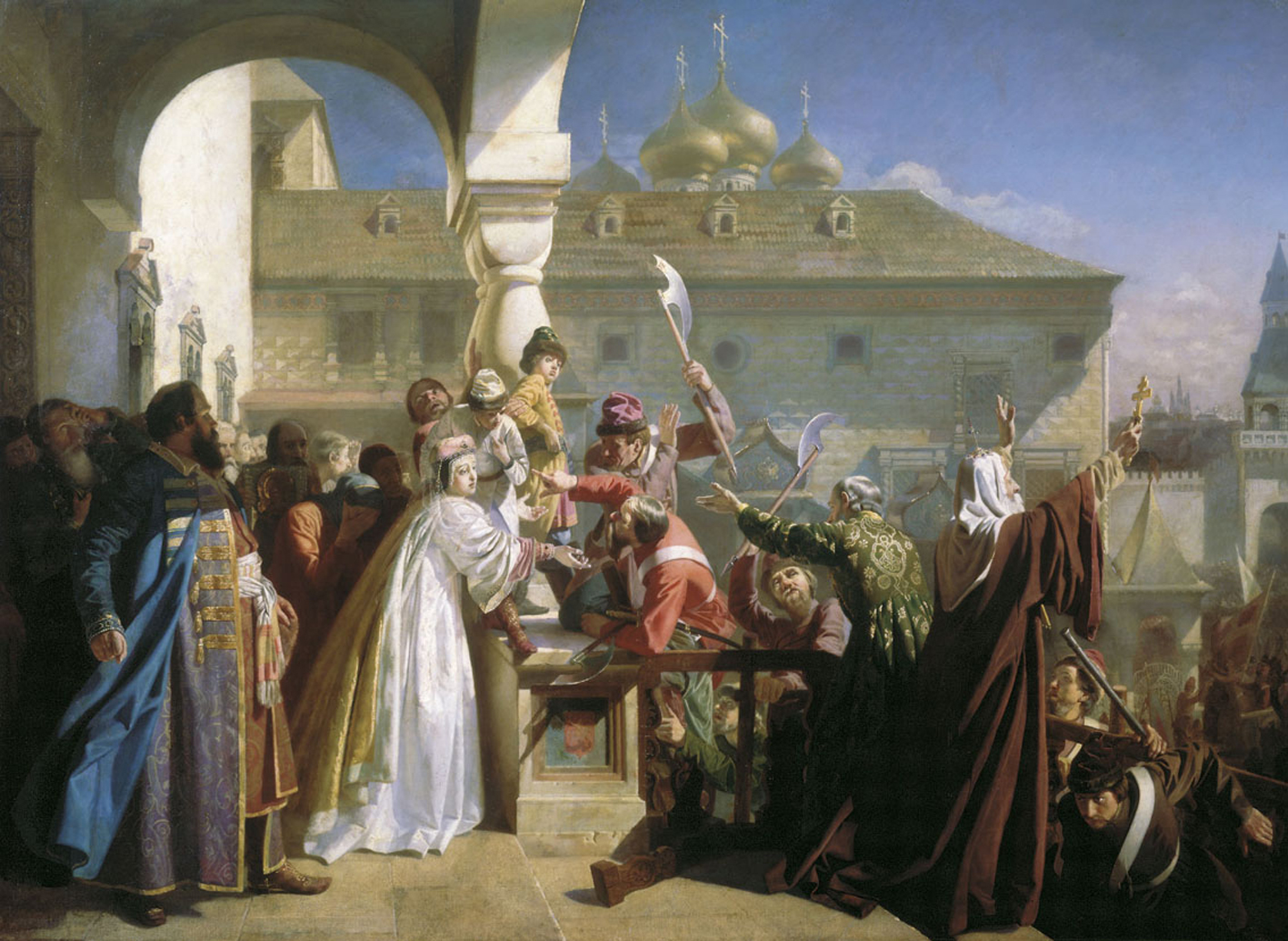
نگاره «شورش ۱۶۸۲ مسکو» اثر نیکولای دیمیتریوف-اورنبورسکی در ۱۸۶۲م؛ پاتریارک یواخیم تلاش می‌کند شورشیان را آرام کند و ناتالیا تزارویچ ایوان (لباس سفید) و پسرش پتر (لباس زرد) را برای اثبات سلامتی‌شان به جمعیت نشان می‌دهد. یک سرباز خود را به ایوان رسانده و از او می‌پرسد: آیا به راستی شما ایوان فرزند تزار الکسی هستید؟ و ایوان پاسخ موافق می‌دهد.

این شایعه بهانه لازم برای یک شورش را به سپاه استرلتسی داد. زنگ‌های خطر به صدا درآمدند و استرلتسی‌های بسیاری از هنگ‌ها مسلحانه، به صورت ترکیبی و زیر ضرب طبل وارد کرملین مسکو شدند. نخست چندین نگهبان خاندان سلطنتی را درهم شکستند و میدان کلیسای جامع را در مقابل کاخ پر کردند. ناتالیا ناریشکینا درحالی‌که دستان پیتر و ایوان را گرفته بود، پاتریارک یواخیم و چند بویار به ایوان کاخ آمدند. در میان استرلتسی‌ها سردرگمی وجود داشت؛ زیرا تزارویچ ایوان زنده و سالم بود و به پرسش‌های آنان چنین پاسخ داد: «هیچ‌کس مرا اذیت نمی‌کند و کسی نیست که از او شکایت کنم...»

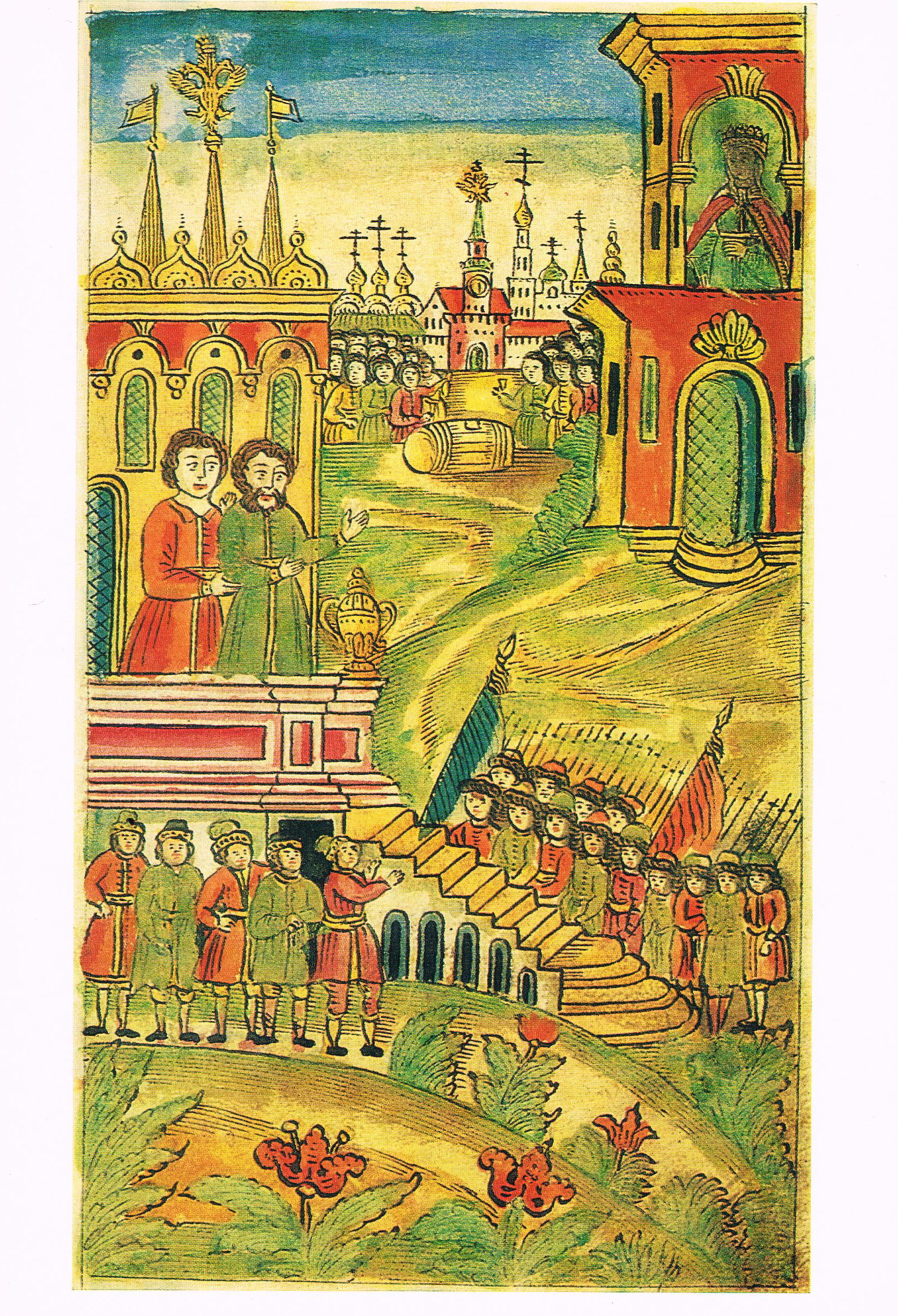
نگاره‌ای که استرلتسی‌های شورشی را در کرملین نشان می‌دهد. در سمت چپ، میخائیل دولگوروکوف و بویار آرتامون ماتویف تلاش می‌کنند استرلتسی‌ها را متفرق کنند. تزارونا سوفیا نیز در برج سمت راست دیده می‌شود.

برانگیختگی استرلتسی‌ها در این زمینه هیچ توجیهی نداشت و به سادگی می‌شد آن را یک شورش تلقی کرد؛ درحالی‌که خودشان مدعی نقش مدافعان دولت و پاسداران قانون بودند. در این زمان یکی از اشراف به نام میخائیل دولگوروکوف شروع به فریاد زدن بر سر استرلتسی‌ها کرد و آنها را به دزدی، خیانت و تهدید به مجازات شدید متهم کرد. این باعث شد جمعیتی که تا حد زیادی عصبی شده بود متشنج شود. استرلتسی‌ها به ایوان کاخ صعود کردند و دولگوروکوف را با نیزه‌هایشان یه سیخ کشیدند. از آن پس، خونریزی شروع به افزایش کرد؛ قربانی بعدی بویار آرتامون ماتویف پدرخوانده ناتالیا و رهبر شناخته شده ناریشکین‌ها بود. سپاه استرلتسی وارد اتاق‌های داخلی کاخ شدند و مطابق فهرست ممنوعه‌ای که از قبل تهیه شده بود تتی چند از درباریان، ازجمله یک برادر ناتالیا به نام آفاناسی کیریلوویچ ناریشکین را کشتند. استرلتسی‌ها به دنبال برادر دیگر وی یعنی ایوان کیریلوویچ ناریشکین هم بودند اما آن روز او را پیدا نکردند؛ زیرا در یکی از اتاق‌های خواهرش پنهان شده بود. در شهر مسکو نیز قتل‌عام بویارها و فرماندهان استرلتسی بسیاری انجام شد. استرلتسی‌ها نگهبانان خود را در کرملین قرار دادند که قرار نبود به کسی اجازه ورود یا خروج را بدهند. تقریباً تمام ساکنان کرملین از جمله خانواده سلطنتی، گروگان شورشیان شدند.
روز بعد در ۱۷ مه، استرلتسی‌ها دوباره به کرملین آمدند و خواستار استرداد ایوان ناریشکین شدند و در غیر این صورت، تهدید کردند که همه بویارها را خواهند کشت. سوفیا و بویارها فشار زیادی بر ناتالیا ناریشکینا وارد کردند:
«استرلتسی‌ها برادرت را رها نخواهند کرد؛ همه ما نباید به خاطر او بمیریم!»— بویارها
در نهایت ایوان ناریشکین نیز استرداد، شکنجه و سلاخی شد. پدر سالخورده ملکه کیریل ناریشکین، به اجبار راهب شد و به صومعه کیریلو-بلوزرسکی تبعید شد. قتل‌های فراقانونی تا ۱۸ مه ادامه داشت. یکی از آخرین قربانیان استرلتسی‌های شورشی، پزشک آلمانی دربار فون گادن (به آلمانی: von Gaden) بود. او متهم به مسموم کردن تزار فیودور سوم شده بود. شفاعت بیوه آن تزار فقید یعنی تزارینا مارفا که شهادت داد فون گادن در مقابل چشمان خودش تمام داروهایی را که به پادشاه بیمار می‌داد چشیده است نیز کمکی به زنده ماندن او نکرد. قدرت دولتی کاملاً از میان رفته بود. تا این لحظه پیتر جوان و مادرش ناتالیا ناریشکینا اسماً تزار و نایب‌السلطنه ماندند؛ اما هیچ دولت توانمندی نداشتند. زیرا همه بستگان و حامیان آنها یا کشته و تبعید شده بودند یا از مسکو گریخته بودند.

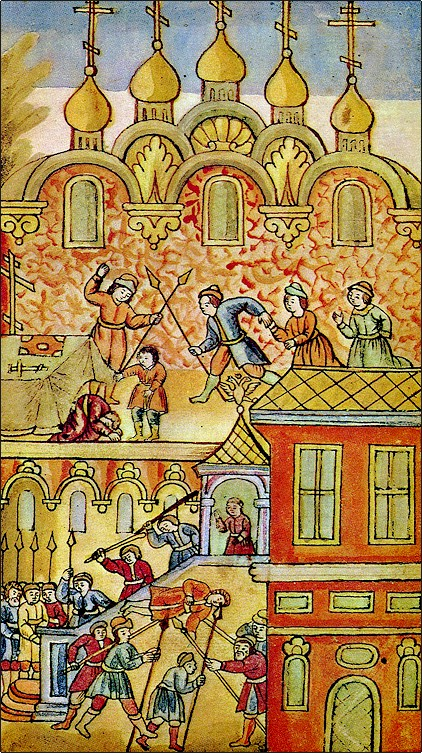
یک نگاره که استرلتسی‌ها را در حال کشتار در کرملین مسکو نشان می‌دهد.

در ۱۹ مه، مقامات منتخب سپاه استرلتسی توماری را برای پرداخت تمام دستمزدهای معوقه به تزار ارائه کردند که طبق محاسبات آنها بالغ بر ۲۴۰ هزار روبل بود. این به ظاهر یک درخواست اما در حقیقت یک اولتیماتوم بود. چنین پولی در خزانه وجود نداشت؛ با این وجود، این خواسته باید برآورده می‌شد و تزارونا سوفیا (که هنوز هیچ قدرت رسمی نداشت) دستور داد برای این کار در سراسر کشور پول جمع آوری کنند و حتی ظروف طلا و نقره سلطنتی را ذوب کنند.
در ۲۳ مه، استرلتسی‌ها دادخواست جدیدی ارائه کردند تا علاوه بر پیتر، تزارویچ ایوان نیز تزار و در حقیقت «تزار بزرگ» نامیده شود. ۶ روز بعد تومار دیگری ارائه شد تا شاهزاده خانم سوفیا آلکسیونا به دلیل خردسالی تزارها، به مقام نایب‌السلطنگی برسد و فرمانروای بالفعل کشور شود. این درخواست‌های مستمر استرلتسی‌ها که عمدتاً منافع خاندان میلوسلاوسکی را برآورده می‌کرد، بدیهی است که متأثر از تحریکات حامیان سوفیا بود. همچنین استرلتسی‌ها در تقویت میلوسلاوسکی‌ها و سرنگونی ناریشکین‌ها، منافع خود را در عمل به مورد دوم دیدند. پدرسالار یواخیم و دومای بویار خواسته‌های سپاه استرلتسی را پذیرفتند و در ۲۵ ژوئن ایوان و برادرش با عنوان ایوان پنجم و پتر یکم در کلیسای جامع کرملین مسکو تاج‌گذاری کردند.
معلوم شد که سپاه استرلتسی ارباب حقیقی کشور است و اراده خود را به دولت دیکته می‌کند؛ اما خود آنان نیز احساس ناامنی می‌کردند و متوجه بودند که به محض ترک کرملین، قدرت‌شان به پایان می‌رسد و پس از آن نباید انتظار پاسخ خوبی را داشته باشند. سپاه استرلتسی در تلاش برای محافظت از خود در برابر مجازات احتمالی در آینده، تومار یا اولتیماتوم جدیدی به دربار ارائه کرد که طبق آن تمام اقدامات آنها از ۱۵ تا ۱۸ مه آن سال، از جمله قتل بویارها، باید توسط دولت مشروع و مطابق با منافع کشور و خانواده سلطنتی به رسمیت شناخته می‌شد و استرلتسی‌ها دیگر مستلزم توبیخ در نظر گرفته نشوند. به نشانه آن، باید ستون یادبودی در محل اعدام شهر نصب می‌شد که نام همه بویارهای مجرم کشته شده توسط استرلتسی‌ها و فهرستی از تخلفات‌شان (راست یا دروغ) روی آن حک شده باشد. دولت مجبور شد به این خواسته‌ها عمل کند.

## ماجرای خووانشچینا

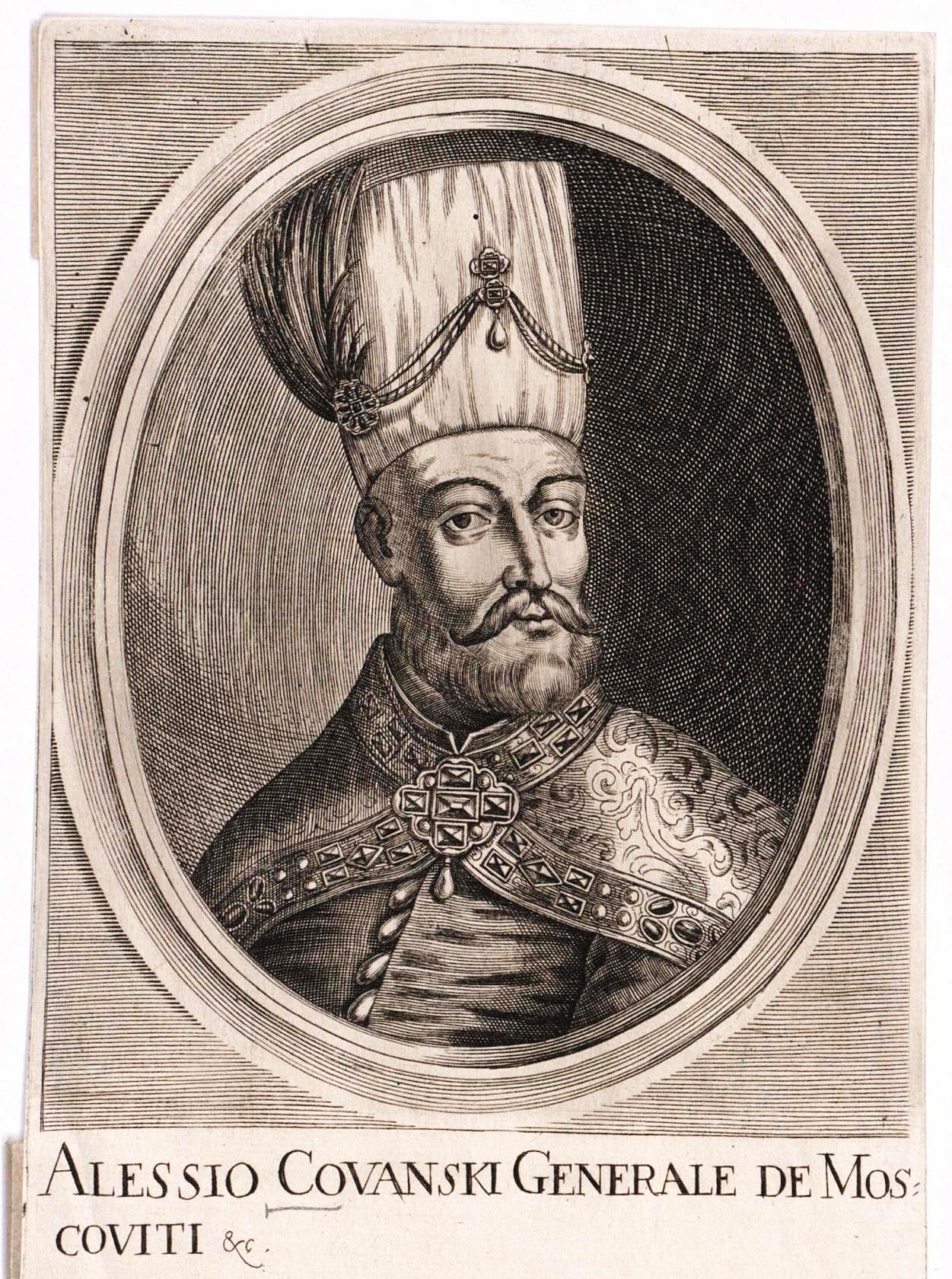
یک پرتره از ایوان خووانسکی در دهه ۱۶۷۰م

سوفیا آلکسیونا ایوان آندریوویچ خووانسکی، یکی از حامیان میلوسلاوسکی‌ها را که در میان سپاه استرلتسی نیز محبوب بود، به عنوان فرمانده ارشد سپاه منصوب کرد. سوفیا امیدوار بود که خووانسکی استرلتسی‌ها را آرام کند؛ اما خووانسکی تصمیم گرفت بازی خود را انجام دهد. او رهبری سپاه را به دست گرفت و با تکیه بر آنها سعی کرد به حاکمیت فشار بیاورد.
«زمانی که من بروم، استرلتسی‌ها در مسکو تا زانو در خون راه خواهند رفت!»— ایوان خووانسکی
هنگ‌های استرلتسی به بهانه حفاظت از کرملین به کنترل آن ادامه داد و توانایی طرح مطالبات جدید از دولت را حفظ کرد. این وضعیت در تاریخ روسیه با اصطلاح «خووانشچینا» (به روسی: Хованщина) شناخته شد.
در آن زمان بود که باورمندان کهن که همواره تحت آزار و اذیت ظالمانه مقامات تزاری قرار داشتند، با احساس ضعف دولت، دریافتند که دوران آنها فرا رسیده است. سردمداران آنها در مسکو از صومعه‌های دور جمع شدند و به هنگ‌های استرلتسی شورشی پیوستند و بازگشت به آیین‌های پیش از راسکول و اصلاحات نیکون را موعظه کردند. ایوان خووانسکی که اهرم فشار دیگری علیه دولت یافته بود، با شور و شوق از این تبلیغات حمایت کرد؛ اما نه او و نه سوفیا نتوانستند به تنهایی این موضوع را که در حوضه عمل کلیسای ارتدکس روسیه بود حل و فصل کنند. کلیسا تحت هیچ شرایطی نمی‌توانست تصمیمات اتخاذ شده توسط شورای گذشته را رد کند؛ به خصوص که قبلاً هم باورمندان کهن را به عنوان بدعت‌گذار معرفی کرده بودند و برای سوفیا نیز بازگشت به ایمان سابق، به معنای اعتراف به اشتباه پدرش تزار الکسی یکم و برادرش فیودور سوم بود که از آیین جدید حمایت می‌کردند.
باورمندان کهن برای حل اختلافاتشان، یک مناظره کلامی علنی را میان خود و باورمندان آیین جدید پیشنهاد کردند که باید در میدان سرخ با حضور همه مردم برگزار شود. خووانسکی برای اجرای این مناظره تلاش کرد. اما پاتریارک یواخیم با برگزاری مناظره در میدان مخالفت کرد؛ زیرا او می‌دانست که پیروزی در یک مناظره علنی نه به استدلال و منطق، بلکه به همدردی جمعیت بستگی دارد که از همان ابتدا مخالف دولت و کلیسای رسمی مورد حمایت آن بودند. پدرسالار پیشنهاد داد که مناظره‌ای در کاخ مناظر کرملین برگزار شود؛ مکانی که بسیاری از مردم عادی نمی‌توانند در آن جا شوند و همراهان پدرسالار، خانواده سلطنتی، بویارها و نگهبانان وزنه تعادل قابل‌توجهی را تشکیل خواهند داد. سوفیا همراه با دیگر دختران خانواده سلطنتی هم در این مناظره حضور و در آن نقشی فعال داشت. در جامعه سنتی روسیه آن روزگار، حضور زنان در چنین گردهمایی‌هایی «شرم‌آورانه» بود.

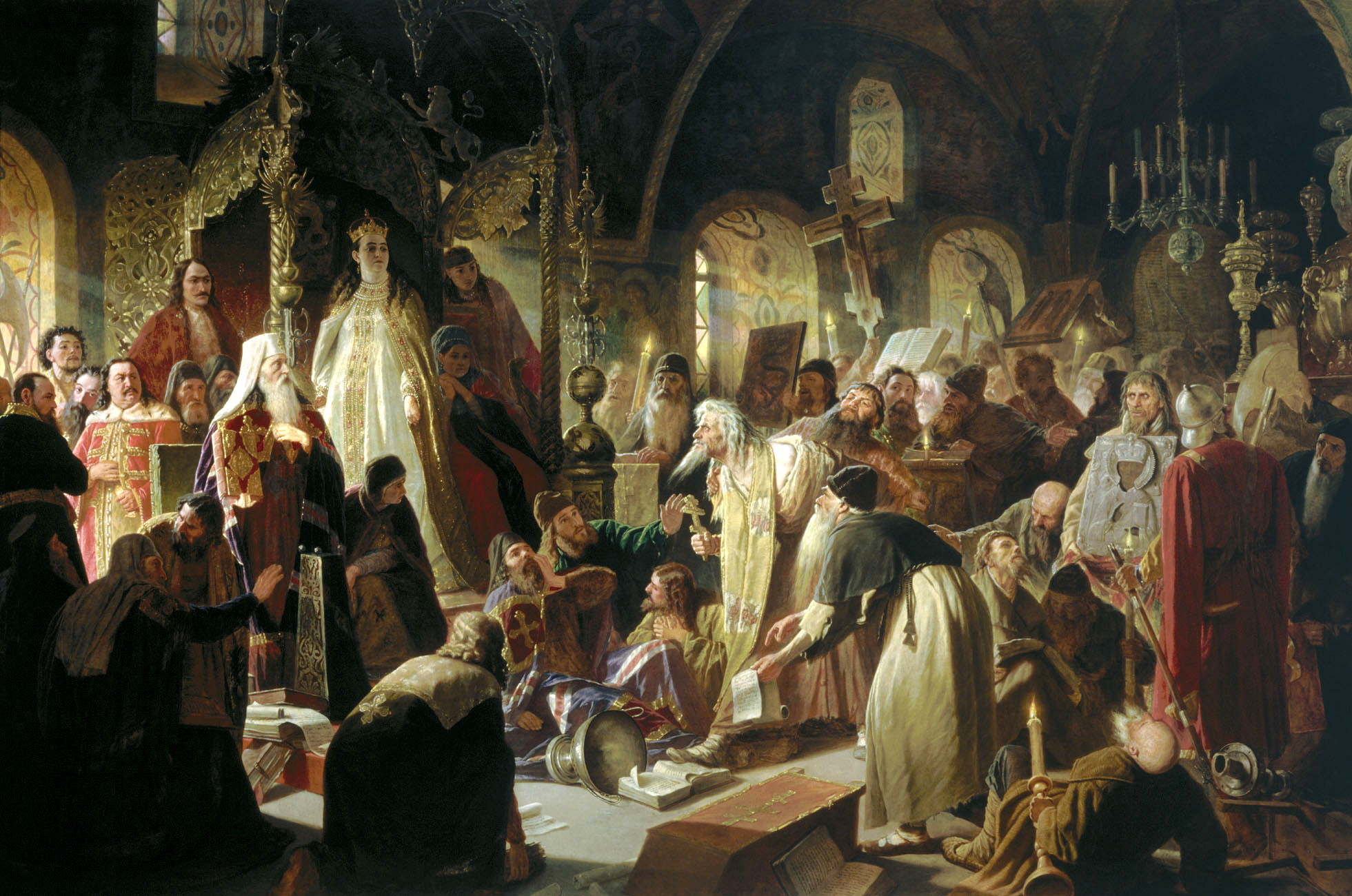
نگاره «بحث درباره ایمان» اثر واسیلی پروف در ۱۸۸۱م؛ باورمندان کهن و نیکیتا پوستوسویات (لباس زرد) استدلال‌های دینی خود را مطرح می‌کنند. سوفیا و خانواده سلطنتی در بالا و پاتریارک یواخیم در کنار آنها و سایرین، به سخنان آنها گوش می‌دهند.

پس از کشمکش‌های فراوان، سرانجام خووانسکی و باورمندان کهن با مجلس در کاخ مناظر موافقت کردند و این مناظره دینی پرحاشیه در ۵ ژوئیه برگزار شد. هیئت رسمی کلیسا توسط پاتریارک یواخیم و باورمندان کهن توسط نیکیتا پوستوسویات رهبری می‌شد. بحث در نهایت به اتهامات متقابل به بدعت و جهل و در نهایت، به فحش و تقریباً دعوا ختم شد. باورمندان کهن کاخ را با سرهای برافراشته ترک کردند و علناً پیروزی کامل خود را در میدان سرخ اعلام کردند. در این هنگام در اتاق مناظر، سوفیا به نمایندگان استرلتسی گفت: «به چه نگاه می‌کنید؟ آیا خوب است که چنین مردان نادانی با عصیان نزد ما بیایند و همه ما را آزار دهند و هیاهو راه بیندازند؟ آیا شما خدمتگزاران وفادار پدربزرگ، پدر و برادر ما با انشقاق‌گرایان یکدل هستید؟ شما که بندگان باوفای ما دانسته می‌شوید چرا چنین جاهلانی را روا می‌دارید؟ اگر ما باید در چنین بردگی باشیم، دیگر تزارها و ما نمی‌توانیم اینجا زندگی کنیم. بیایید به شهرهای دیگر برویم و چنین نافرمانی و خرابی را به گوش همه مردم برسانیم.» این سخنان حاوی یک تهدید آشکار بود؛ در صورت خروج از مسکو و رهایی از قیومیت استرلتسی‌ها، دولت می‌توانست یک گروه شبه‌نظامی وفادار که قادر به سرکوب استرلتسی‌ها باشند، بسیج کند. از این‌رو سپاه استرلتسی دست از حمایت باورمندان کهن کشید و آنها را به اغتشاش و تمایل به خیزش علیه حاکمیت متهم کرد. در عصر همان روز، استرلتسی‌ها به سراغ نیکیتا پوستوسویات رفتند و او را سر بریدند. خووانسکی به سختی توانست باقی باورمندان کهن را که قبلاً امنیت آنها را تضمین کرده بود نجات دهد. پس از این ماجرا، سوفیا دیگر روی کمک خووانسکی حساب نکرد و او را یکی از مخالفان اصلی خود به شمار آورد.
وابستگی دولت به سپاه استرلتسی تا اواسط ماه اوت ادامه داشت. ایوان خووانسکی همچنان قدرت حقیقی را در اختیار داشت و احتمالاً در نظر داشت خود را به عنوان نایب‌السلطنه جدید، به دولت تحمیل کند. تا اینکه سوفیا راهی برای خلاصی از وی پیدا کرد. در ۱۹ اوت، یک راهپیمایی مذهبی در صومعه دونسکووی برگزار می‌شد که طبق عرف، فرمانروایان نیز در آن شرکت می‌کردند. او نقشه کشید تا با جلب توجهی، خووانسکی را فریب دهد و سپس مخفیانه او را به قتل برساند. سوفیا با استفاده از این فرصت اجماع در صومعه، همراه با کل خانواده سلطنتی و به ظاهر تحت اسکورت نگهبانان با هدف رفتن به صومعه، مسکو را ترک کردند. اما مسیر خود را عوض کردند و با دور زدن مسکو، در ۱۴ سپتامبر با دومای بویار در صومعه دیگر به نام تریتینی-سرگیوس در روستای وزدویژنسکویه جمع شدند. این تحرکات استرلتسی‌ها را نگران کرد. ایوان خووانسکی و پسر بزرگش آندری خووانسکی برای آگاهی از وضعیت به سراغ آنها رفتند؛ اما در ۱۷ سپتامبر در منطقه پوشکینو، جایی که شب را در مسیر می‌گذراندند، توسط یک گروه از گارد سلطنتی دستگیر شدند. گارد آنها را به عنوان زندانی به وزدویژنسکویه آورد و در حومه آنجا با حضور چند بویار، اتهام «قصد نابودی تزارها» و «غصب تاج و تخت» به آنها زده شد و پس از قرائت حکم‌شان، پدر و پسر هر دو بلافاصله اعدام شدند. نقشه فوق خیلی سریع اجرا شد. سوفیا مقر خود را به ترینیتی-سرگیوف منتقل کرد و با کمک فئودور لئونتیویچ شاکلوویتی شروع به جمع آوری یک قوای شبه‌نظامی برای سرکوب کردن سپاه استرلتسی کرد.

## سرانجام

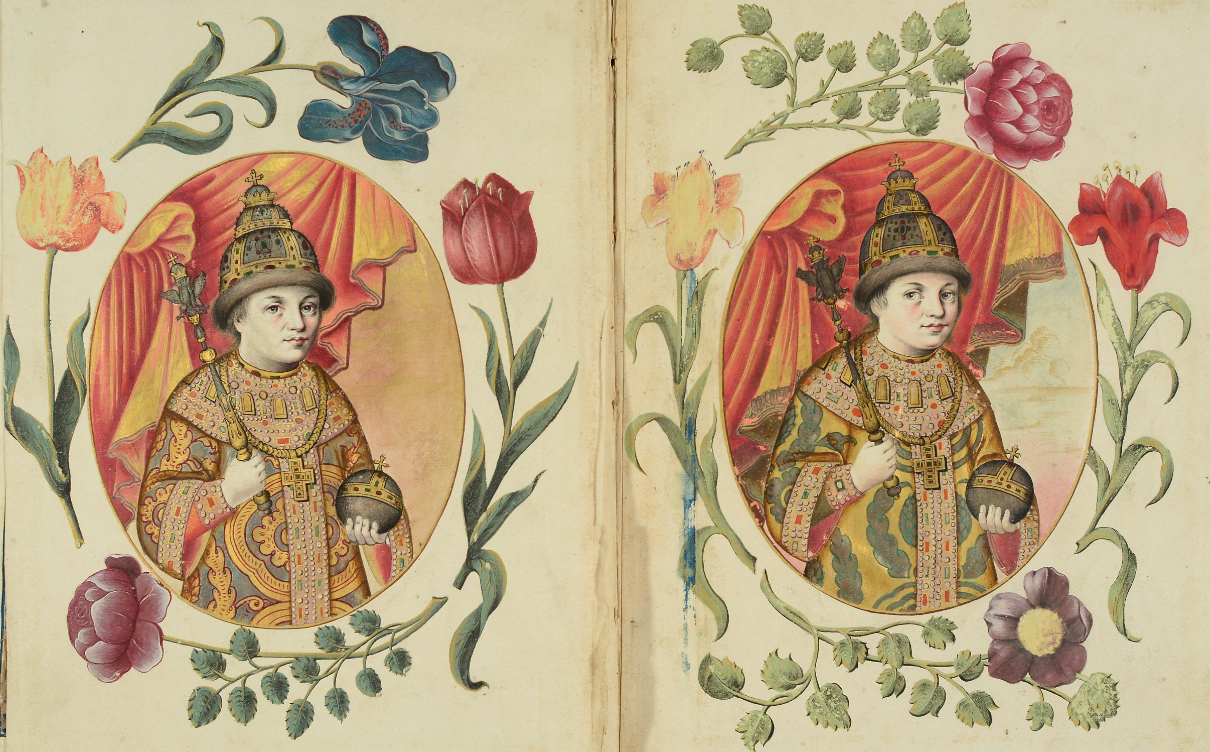
پرتره‌های تاج‌گذاری ایوان پنجم و پتر یکم میان سال‌های ۱۶۸۲ تا ۱۶۸۶م

با خبر ناگهانی از دست دادن رهبر خود، استرلتسی‌ها تمام توانایی خود را برای هرگونه عمل قاطعی از دست دادند. آنها تومارهایشان را یکی پس از دیگری برای سوفیا فرستادند که در آنان از او می‌خواستند که آنها را از رحمت خود محروم نکند و قول دادند که صادقانه با جان‌شان به او خدمت خواهند کرد. آنها ایوان، کوچک‌ترین پسر خووانسکی مقتول را هم به ترینیتی فرستادند که متعاقباً به تبعید فرستاده شد.
در ماه اکتبر، سپاه استرلتسی توماری ارسال کردند که در آن اقدامات‌شان در ۱۵ تا ۱۸ مه را اقداماتی «جنایتکارانه» دانسته، از تزارها طلب رحمت کرده و خود فرمان سلطنتی برای تخریب ستون یادبود در محل اعدام را که زمانی به خواست خودشان به عنوان تضمینی در برابر آزار و شکنجه ساخته شده بود، خواستار شدند. سوفیا به استرلتسی‌ها قول بخشش داد و تنها الکسی یودین، نزدیک‌ترین دستیار خووانسکی را اعدام کرد که توسط استرلتسی‌ها مورد خیانت قرار گرفت. منشی دوما، فئودور شاکلوویتی، به فرماندهی سپاه استرلتسی منصوب شد که نظم و انضباط را به ارتش بازگرداند و عمدتاً بدون سرکوب عمل می‌کرد.
در آغاز ماه نوامبر، دربار سلطنتی به مسکو بازگشت. تنها ناتالیا ناریشکینا ماندن در کرملین را که همه‌چیز در آنجا تحت کنترل میلوسلاوسکی‌ها بود، برای خود و پسرش ناامن دانست. او زندگی در اقامتگاه محلی شوهر فقیدش الکسی میخایلوویچ در روستای پرئوبراژنسکویه، در کنار حمایت مردم وفادار را انتخاب کرد. تزار پتر جوان در آنجا زندگی می‌کرد و فقط برای شرکت در مراسماتی که حضور او در آنها ضروری بود به مسکو می‌آمد.
رژیم سوفیا آلکسیونا تحت سلطنت اسمی پتر یکم و ایوان پنجم که در نتیجه این شورش استرلتسی‌ها ایجاد شد، ۷ سال باقی ماند. تا اینکه در سپتامبر سال ۱۶۸۹ و به دنبال تشدید رقابت میان پیتر بالغ و سوفیا، دولتش سقوط کرد و از قدرت برکنار شد. پس از آن دربار دوباره به دست ناریشکین‌ها افتاد.